# Campeonato Asiático de Hockey sobre Patines de 2005
El XI Campeonato Asiático de Hockey sobre Patines se celebró en la ciudad surcoreana de Jeonju entre el 10 y el 14 de mayo de 2005 con la participación de seis Selecciones nacionales masculinas de hockey patines, dentro de los Campeonatos de Asia de Patinaje, junto a los respectivos campeonatos asiáticos de otras modalidades de este deporte.
En esta edición se disputó el campeonato en sus modalidades masculina y femenina.

## Equipos participantes
Participaron cuatro de las selecciones nacionales que habían disputado el anterior campeonato de 2005, excepto Australia y China, respectivamente tercer y quinto clasificados en el campeonato anterior, pero reaparecieron en la competición Pakistán y el anfitrión de esta edición Corea del Sur.
| Macao (1)         |
| Japón (2)         |
| Taiwán (4)        |
| India (6)         |
| Corea del Sur (-) |
| Pakistán (-)      |

## Resultados
El campeonato se disputó en una sola fase mediante sistema de liga a una vuelta entre todos los participantes.
| Equipo        | Pts | PJ | PG | PE | PP | GF | GC | DG  |
| ------------- | --- | -- | -- | -- | -- | -- | -- | --- |
| Macao         | 15  | 5  | 5  | 0  | 0  | 87 | 14 | 73  |
| Japón         | 12  | 5  | 4  | 0  | 1  | 31 | 17 | 14  |
| India         | 6   | 5  | 2  | 0  | 3  | 29 | 34 | -5  |
| Taiwán        | 6   | 5  | 2  | 0  | 3  | 34 | 47 | -13 |
| Corea del Sur | 3   | 5  | 1  | 0  | 4  | 21 | 55 | -24 |
| Pakistán      | 3   | 5  | 1  | 0  | 4  | 19 | 24 | -25 |

|               | MAC | JPN | IND  | TWN  | PAK  | KOR  |
| ------------- | --- | --- | ---- | ---- | ---- | ---- |
| Macao         | –   | 8–1 | 12–2 | 17–6 | 24–2 | 26–3 |
| Japón         |     | –   | 6–2  | 7–2  | 6–2  | 11–3 |
| India         |     |     | –    | 15–7 | 7–5  | 3–4  |
| Taiwán        |     |     |      | –    | 11–3 | 8–5  |
| Pakistán      |     |     |      |      | –    | 7–6  |
| Corea del Sur |     |     |      |      |      | –    |

## Clasificación final
| 1. Macao         |
| 2. Japón         |
| 3. India         |
| 4. Taiwán        |
| 5. Corea del Sur |
| 6. Pakistán      |